# Bicing

Bicing Logo

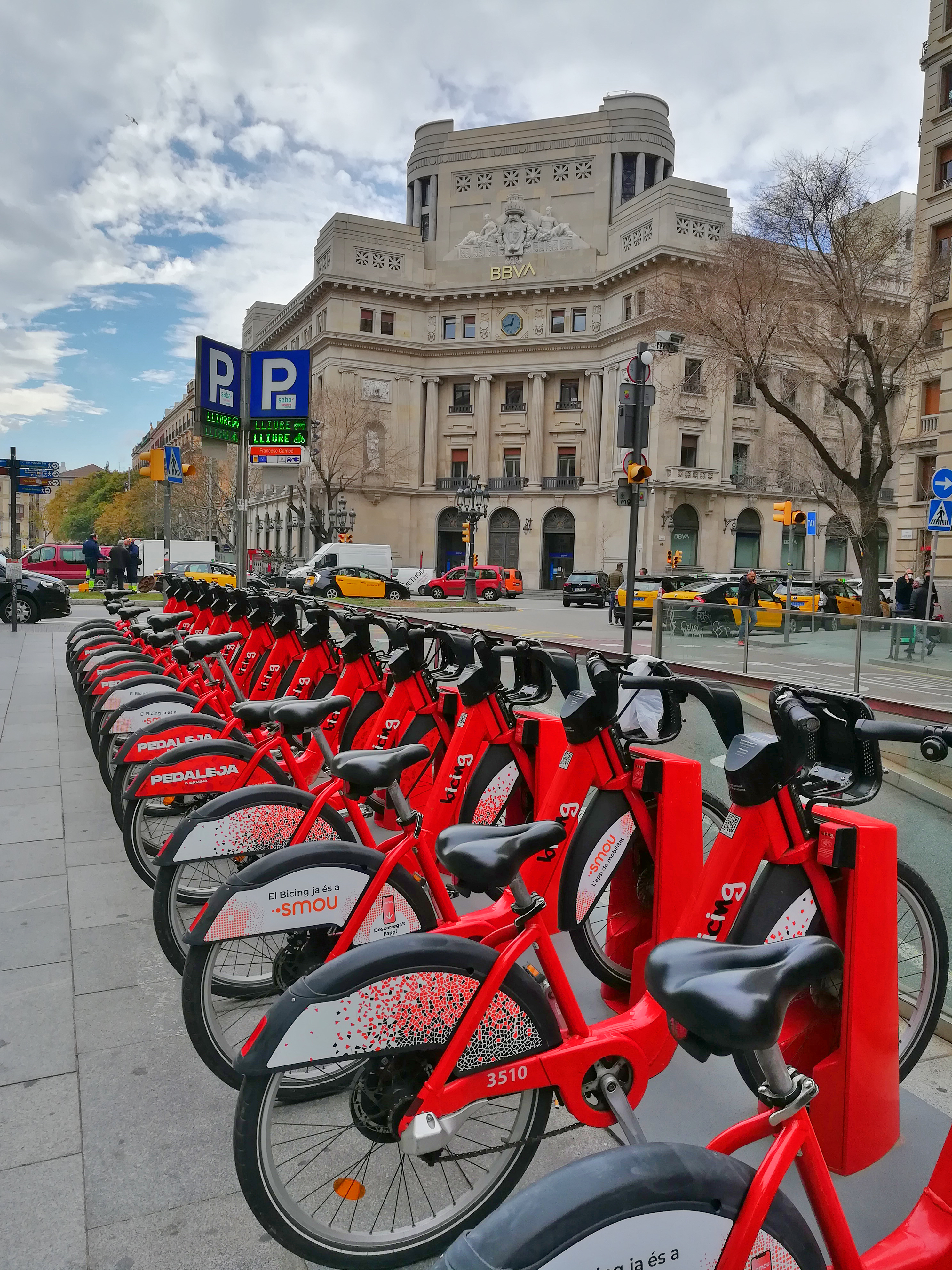
Eine Fahrradstation des Bicing, Barcelona

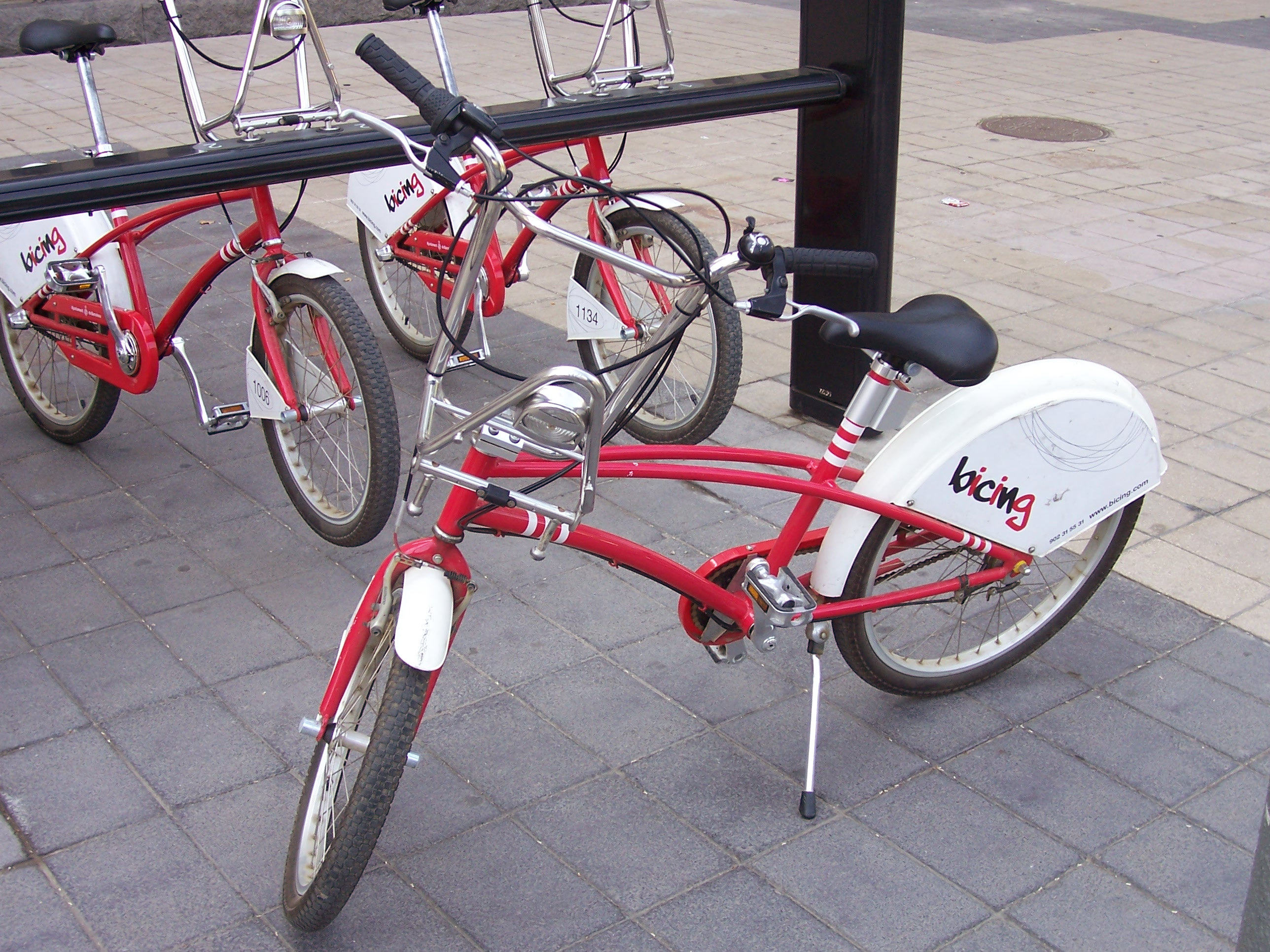
Bicing-Fahrrad

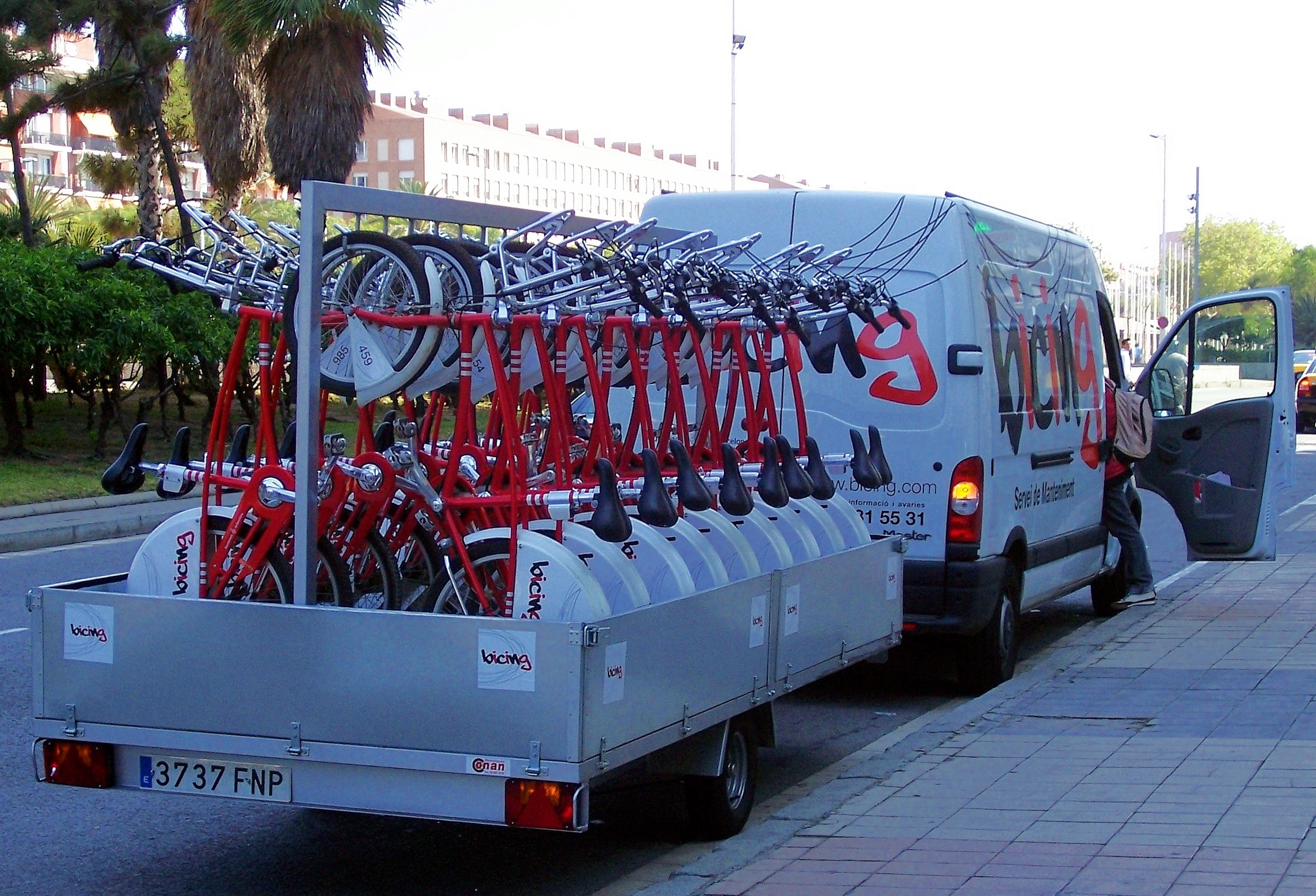
Wagen zur Umverteilung und Instandhaltung der Räder des Bicing

Bicing ist ein Fahrradverleihsystem in Barcelona zur automatisierten Vermietung von Fahrrädern für kurze Distanzen mittels eines flächendeckenden Netzes von Fahrradstationen. Sie ist Teil des Angebots des kommunalen Eigenbetriebs B:SM (Barcelona Serveis Municipals) und der Betrieb dieser Ergänzung zum ÖPNV wurde für 10 Jahre an das amerikanische Unternehmen für Außenwerbung „Clear Channel“ vergeben, mit Verlängerungsmöglichkeit auf 15 Jahre.
Das Angebot wurde nach sorgfältigem Studium des Lyoner Vorbildes Vélo’v am 22. März 2007 eingeweiht und verfügt Ende 2012 über ca. 420 auf der Fläche des Stadtzentrums verteilte Fahrradmietstationen, die zirka 6000 Fahrräder bereithalten. Ende Februar 2009 hat das System 186.944 registrierte Nutzer. 2016 beträgt der jährliche Nutzungspreis ca. 47 Euro. Seit 2019 wird Bicing von PBSC betrieben.
Bicing ist ein Kunstwort, das sich aus dem katalanischen Kurznamen bici (für Fahrrad) und BCN, der Kurzform von Barcelona ableitet. Die englische Endung -ing spielt an auf den spanischen Anglizismus „vending“ für Verkauf an Automaten, aber auch auf andere Fortbewegungsformen wie Footing (spanisch für Jogging) oder Vueling (eine katalanische Billigfluglinie).

## Funktionsweise
Das Angebot soll vor allem internetgestützt bedient und abgefragt werden. Interessierte Personen können sich über die Webseite von Bicing oder direkt im Kundenbüro von Bicing anmelden. Bei der Anmeldung, für die man eine Kreditkarte, eine Ausweisnummer sowie eine spanische Adresse braucht, wird ein Kundenkonto eingerichtet, auf das der Kunde dann im Internet zugreifen kann und seine kostenpflichtigen Nutzungen einsehen kann. Wenige Tage nach der Anmeldung bekommt man per Post eine Stationsübersicht, eine Kurzanleitung sowie seine Benutzerkarte zugesendet. Nach der Freischaltung dieser personengebundenen Benutzerkarte auf der Firmenwebsite kann man Fahrräder aus den Stationen entnehmen und benutzen.
Für Touristen bieten sich nur andere private Anbieter an, da die ursprünglich geplante Wochenkarte wegen juristischer Widerstände des Verbandes der Fahrradvermieter aufgegeben wurde. Entsprechend sind die Webseiten auch nur in Spanisch und Katalanisch gehalten.
Bicing funktioniert mit Hilfe von automatisierten Fahrradstationen, die im Stadtzentrum im Abstand von 300 bis 400 m verteilt sind, oft auch an den Haltestellen der Metro. Jede Station hat zwischen 15 und 30 abschließbare Stellplätze für die Fahrräder und ist informationstechnisch in Echtzeit mit dem Zentralcomputer verbunden. Jeder Stellplatz hat zwei Öffnungen, in die die Bolzen des Fahrradrahmens eingeführt werden. Für die Entnahme eines Fahrrades muss der Nutzer nur seine Kundenkarte kontaktlos (RFID-Technologie) an das „Service Acces Terminal“ halten und bekommt auf dem Display die Stellplatznummer angezeigt, von der er „sein“ Fahrrad entnehmen kann. Während er zum Stellplatz geht, öffnet sich die elektromechanische Schließvorrichtung und es blinkt die grüne Lampe dieses Stellplatzes, um die Entnahmemöglichkeit zu signalisieren.
Um das Fahrrad aus dem Stellplatz zu entnehmen, muss es einfach am Lenker hochgehoben werden. An der vom Zielort nächstgelegenen Fahrradstation angekommen, wird das Fahrrad einfach in einen durch eine grüne Lampe signalisierten freien Stellplatz gehoben und die beiden Bolzen am Gepäckträger in den Öffnungen versenkt. Daraufhin schließt sich das Schloss und am Ende signalisiert eine rote Lampe die erfolgreiche Rückgabe und damit das Ende der eigenen Verantwortlichkeit. Freie Stellplätze mit roter Lampe dürfen nicht für die Rückgabe genutzt werden, um nachfolgende Entwendung durch Unbefugte im Namen des Nutzers zu verhindern.
Wenn alle Stellplätze einer Fahrradstation besetzt sind und der Benutzer also sein Fahrrad nicht zurückgeben kann, kann er sich die Nummer und den Standort der fünf nächstgelegenen Fahrradstationen mit freien Parkplätzen auf einem Display an der Station ansehen.
Das System ist gedacht für die selbstständige d. h. benutzergeführte Verteilung der Fahrräder. Zusätzlich gibt es im Juni 2008 21 dieselbetriebene Kleintransporter mit Anhängern, die die Fahrräder gleichmäßig auf die Stationen verteilen. Die Anzahl der zur Verfügung stehenden Fahrräder auf den Stellplätzen der Fahrradstation kann man vorher immer in Echtzeit per Internet einsehen, wobei angezeigt wird, wie viele Stellplätze leer und besetzt sind.
Die Stationen sind Samstag und Sonntag rund um die Uhr geöffnet, von Montag bis Freitag sind sie von 2 bis 5 Uhr für die Fahrradentnahme geschlossen, während die Rückgabe an freien Stellplätzen immer möglich ist.

## Tarife und Finanzierung
Die ersten 30 Minuten nach Entnahme aus der Station sind kostenfrei. Die Anzahl der Rückgaben und Entnahmen der Fahrräder an den Stationen ist nicht begrenzt. Jedoch müssen zwischen Rückgabe und erneuter Entnahme mindestens zehn Minuten gewartet werden. Nach Ablauf der ersten 30 Minuten werden für jede weitere angefangene halbe Stunde 50 Cent bis zu einer Gesamtzeit von zwei Stunden nach Entnahme berechnet. Ursprünglich war ein Tarif von 1 Euro pro Stunde geplant gewesen, der dann jedoch noch vor der Einweihung gesenkt wurde. Nach Ablauf der zwei Stunden muss eine Strafgebühr von drei Euro pro angefangene Stunde bezahlt werden. Nach dreimaliger Berechnung der Strafgebühr wird die Mitgliedschaft automatisch beendet. Bei Nichtrückgabe des Fahrrades innerhalb von 24 Stunden müssen 150 Euro bezahlt werden. Alle Gebühren werden automatisch von der Kredit- oder Debitkarte eingezogen, die der Kunde bei Beantragung der Mitgliedschaft angegeben hat.
Anders als viele kostenlose Fahrradausleihen in anderen Städten wird Bicing nicht aus den Werbeeinnahmen der Außenwerbeposter und an den Fahrzeugen selbst (überdimensionierte Schutzbleche) bezahlt, sondern zu 2/3 aus den Überschüssen des kommunalen Parkraumbewirtschaftungsprogramms „Area Verde“ (Bereich der grün umrandeten kostenpflichtigen Pkw-Parkplätze) und zu einem Drittel durch die Nutzer finanziert, vor allem aus deren Jahresbeitrag. Nach Angaben von Bicing enden 91 Prozent aller Fahrten nach weniger als 30 Minuten und damit kostenlos für den Nutzer. Die Stadtverwaltung wollte für Investition und Betrieb des Systems mit etwa 100 Stationen in den kommenden zehn Jahren 22,3 Mio. Euro bezahlen.
Nach einer Erweiterung des Systems auf fast das ganze Stadtgebiet Barcelonas mit 6000 Rädern und zirka 400 Stationen sind die Kosten, die die Stadt an den Betreiber zahlt, auf 5,5 Mio. Euro jährlich gestiegen.

## Eingesetzte Fahrradtechnik
Das Fahrrad unterscheidet sich von anderen käuflichen Modellen deutlich in seinem Design, um dem Diebstahl und dem nachfolgenden Verkauf im Schwarzmarkt vorzubeugen. Die Gestaltung der Fahrräder ist ähnlich der von anderen automatischen Fahrradverleihstationen, die das Unternehmen Clear Channel unter anderem in Rennes, Trondheim und Oslo betreibt. Das Fahrrad ist durch seinen Aluminiumrahmen und die Stahlfelgen auf Langlebigkeit hin gestaltet, da es rund um die Uhr der Witterung ausgesetzt ist. Das Fahrrad wiegt 16,8 kg und hat einen Kippständer. Es hat eine rote Rahmenfarbe mit weißen Schutzblechen sowie einen mit Schnellspanner höhenverstellbaren Sattel. Das Hinterrad hat die Größe eines Mountainbikes (26") und das Vorderrad ist etwas kleiner, vergleichbar dem von Klapprädern. Beide Räder haben Breitreifen und vorn einen gelben oder weißen Frontscheinwerfer und ein rot blinkendes Rücklicht, die sich automatisch beim Fahren in Dunkelheit einschalten. Der Beleuchtungsakku wird an der Station geladen. Das Fahrrad verfügt über eine interne 3-Gangschaltung vom Typ Shimano Nexus mit integrierter Trommelbremse. Die Vorderbremse ist eine Standard V-Bremse. Der Lenker hat eine besondere Form und besitzt einen integrierten Gepäckträger mit einem flexiblen Befestigungsband, eine Klingel sowie einen Drehgriff. Jedes Fahrrad hat eine Nummer und wird vom Zentralrechner erkannt, wenn es an einer Station zurückgegeben wird. Auf diese Weise werden die Nutzungszeit (für die Abrechnung) und die Instandhaltungszyklen aufgezeichnet. Das Fahrrad hat kein mobiles Schloss und kann also nur an den Stationen sicher abgestellt werden.

## Netzausbau und Nutzerzahlen

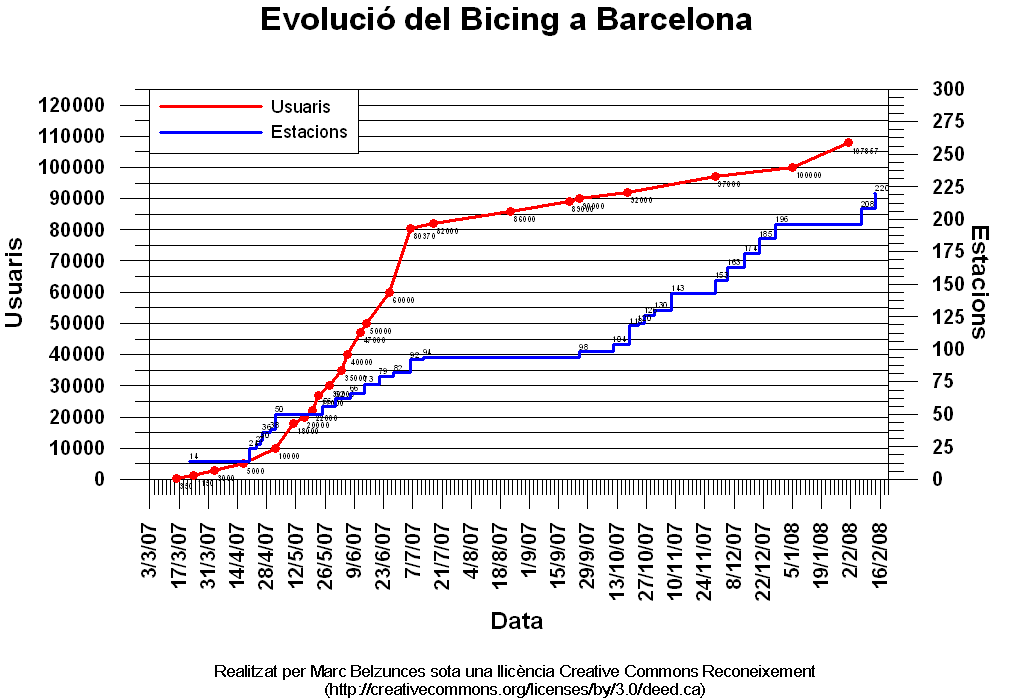
Entwicklung der Anzahl der Benutzer („usuaris“) und Stationen („estacions“)

Die Anmeldezeit der Mitglieder für den Service begann am 16. März 2007. Am 22. März 2007 um 14 Uhr wurde das Angebot mit bereits 350 angemeldeten Nutzern eingeweiht. Sein Ausbau vollzog sich in 3 Etappen:
- 22. März bis 1. Mai; 14 Stationen verfügbar rund um den Ciutadella Park mit 200 öffentlichen Fahrrädern
- 1. Mai bis 1. Juli: 50 Stationen verfügbar mit 750 öffentlichen Fahrrädern im rechten Eixample (Neustadt) und in einem Teil der Altstadt.
- seit Anfang Juli 2007: 100 Stationen verfügbar mit 1500 öffentlichen Fahrrädern im gesamten Eixample (Neustadt), in der Altstadt sowie an einigen Punkten in Gràcia und Sant Martí.

Diese Planung wurde im Großen und Ganzen eingehalten, wobei einige Stationen früher, andere hingegen später eröffnet wurden. An den dann 200 über die gesamte Stadt verteilten Stationen sollte es bis Ende des Jahres 2007 etwa 3000 Fahrräder geben. Bis zum März 2009 wurde eine Erweiterung der Kapazitäten auf 6000 Räder und 400 Stationen durchgeführt. Im Juli 2008 war das System auf 75 Prozent des Stadtgebietes von Barcelona verfügbar. Das Radwegenetz wurde 128 km auf über 156 ausgeweitet.
Das ursprüngliche Verhältnis von Parkplätzen an Stationen zu Fahrrädern sollte von 1,6 auf 2 steigen, um den Fahraufwand von Redistributionsfahrzeugen zu senken und gleichzeitig überfüllten Stationen vorzubeugen.
Die Stadtverwaltung ging von 15.000 Nutzern bis Ende des Jahres aus, aber diese Zahl wurde weit übertroffen. Im ersten Monat meldeten sich 5000 Benutzer an, im zweiten Monat waren es bereits mehr als 25.000 und Ende Juni 2008 waren bereits 150.000 Nutzer registriert. Geschäftsinhaber und Wohnungsvermieter werben mit der geringen Distanz zur nächsten Bicing-Station in ihren Anzeigen. In den Haltestellen der Metro befinden sich Hinweise, welche Ausgänge zu den Bicing-Stationen führen.
Im Jahr 2009 war ein weiterer Ausbau des Systems auch außerhalb der Stadtgrenzen Barcelonas geplant. Es sollte nahezu der gesamte Küstenabschnitt zwischen Castelldefels im Südwesten und Montgat im Nordosten mit weiteren 3520 Rädern an 440 Stationen abgedeckt sein. Dieses System sollte teilweise (60 Prozent) durch Werbung finanziert werden. Ende 2011 konnten jedoch auf der bicing-Website keine derartigen Stationen gefunden werden.

## Nutzungsstatistik
Die Nutzer sind zu gleichen Teilen Männer und Frauen. 48 Prozent sind älter als 35 Jahre, 42 Prozent sind zwischen 25 und 34 Jahren und 10 Prozent sind jünger als 25 Jahre.
70 Prozent der Fahrten enden innerhalb von 15 Minuten und 91 Prozent innerhalb der kostenlosen halben Stunde. Ein öffentliches Fahrrad wird in Barcelona durchschnittlich täglich während 5 Stunden für 16 Fahrten genutzt, im Vergleich zu 3 Fahrten, die durchschnittlich mit einem privaten Fahrrad zurückgelegt werden. Die am stärksten frequentierten Stationen waren innerhalb der ersten drei Monate Plaça Universitat, Tetuan i Catalunya, Arc de Triomf, Passeig Marítim, Avinguda Icària i Joan de Borbó. 80 der vormals zirka 1600 Räder wurden täglich repariert.
Knapp zehn Prozent aller Fahrten per Bicing substituieren die Nutzung von motorisiertem Individualverkehr wie Auto (3,3 Prozent) oder Motorrad (6,3 Prozent). In 26 Prozent der Fälle wurden diese Wege früher zu Fuß zurückgelegt. Etwa 51 Prozent der Fahrten wurden früher im ÖPNV (Metro, Bus) zurückgelegt.
Kombinationsnutzung (Intermodalität)
Über 70 Prozent der Nutzer nutzen für einen Weg ausschließlich das öffentliche Fahrrad. Von den übrigen 30 Prozent intermodalen Nutzern kombiniert der überwiegende Teil mit dem ÖPNV, während ein kleinerer Teil (vier Prozent) auch das Auto oder die eigenen Füße (acht Prozent) für den verbleibenden Teil des Weges nutzt.
Nutzungsgrund
Der Hauptnutzungsgrund ist Geschwindigkeit des Vorwärtskommens: 30 Prozent geben das als Grund an. 27 Prozent sehen in der Nutzung von Bicing eine Möglichkeit zur sportlichen Betätigung, 23 Prozent finden es einfach bequemer und für 22 Prozent steht die ökologische und nachhaltige Mobilität im Vordergrund bei der Nutzung. Für 17 Prozent der Nutzer ist es einfach preiswerter als andere Arten der Fortbewegung, 12 Prozent sehen darin eine praktische Möglichkeit, sich in der Stadt zu bewegen und weitere 12 Prozent finden Bicing angenehmer als die herkömmlichen öffentlichen Transportmittel (Mehrfachnennungen waren möglich).

## Probleme
Die Fahrradvermietungsunternehmen beschuldigen die Stadtverwaltung von Barcelona, ihnen unerlaubte Konkurrenz zu machen. Sie geben an, dass ein Unternehmen bis zu 80 Prozent seiner einheimischen Kunden verloren hätte und schließen nicht aus, den Fall vor Gericht zu bringen, wenn die Stadtverwaltung die Benutzungsdauer der Fahrräder nicht auf eine Stunde beschränkt.
Bicing erhielt eine unerwartet hohe Zahl von Mitgliedsanträgen. Zu Beginn war der postalische Empfang der Benutzerkarte innerhalb von drei Arbeitstagen vorgesehen, später benötigte man zehn Arbeitstage und in bestimmten Fällen gar mehr als 50 Tage.
Es passiert des Öfteren, dass die Stationen Computerprobleme haben, und deshalb weder die Entnahme noch die sichere Rückgabe erlauben.
Während der späten Morgenstunden sind alle Stellplätze der Stationen in Meeresnähe vollständig besetzt, während an den höher gelegenen Stationen kein einziges Fahrrad mehr zur Verfügung steht. Während der späten Nachmittags- und Abendstunden ist die Situation genau umgekehrt. Dieses Problem ist derzeit mit den Fahrradtransportfahrzeugen/Fahrzeugen zur Fahrradumverteilung noch nicht gelöst worden, weswegen man sich dazu entschlossen hat, Personal bereitzuhalten, das zum Empfang von überzähligen Fahrrädern berechtigt ist und die Fahrräder sammelt, bis sie weiterverteilt werden können. In einigen Stationen kommt ein Vielfaches an Fahrrädern an im Vergleich zur Anzahl der Stellplatzkapazität.
In den ersten zwei Monaten sind etwa 10 Bicing-Fahrräder verschwunden. Danach wurden keine Zahlen mehr veröffentlicht.
Die in der Ausschreibung geforderte Verfügbarkeit von 24 Stunden wurde aus Kostengründen nach der Vergabe der Lizenz gesenkt, sodass an Werktagen eine fünfstündige Mietpause verordnet wird.
Die vorgeschriebene aktive nächtliche Beleuchtung der Fahrräder funktionierte 2007 nur an zirka drei Prozent der Räder vollständig, da erstmals Akkus an den Smartbikes verwendet werden, die an den Fahrradmietstationen aufgeladen werden. Diese Akkus ermöglichen jedoch eine unzureichende Anzahl von Be- und Entladungszyklen, bevor sie ausgetauscht werden müssen. Um diesen Mangel zu beheben, erfolgte 2008 eine Umrüstung auf Nabendynamos, wie sie an anderen Standorten in Smartbikes erfolgreich verwendet werden. Auch die Reflektoren am Reifen wurden verbessert.
Der Verkauf von Fahrrädern ist im ersten Jahr des „Bicing“ nach Angaben der Vereinigung der Fahrradhändler für Tourenräder um 10 bis 15 Prozent zurückgegangen, im Jahr 2008 sogar um 20 Prozent. Dafür sei aber auch die neue, restriktive Fahrradnutzungssatzung in Barcelona verantwortlich.